# Thái Văn Tịnh
Thái Văn Tịnh (Tiếng Trung: 蔡文静; bính âm: Cài wénjìng; sinh ngày 3 tháng 1 năm 1990) là nữ diễn viên, ca sĩ, người mẫu người Trung Quốc, tốt nghiệp Học viện Điện ảnh Bắc Kinh khoa biểu diễn năm 2008. Thái Văn Tịnh có thể nói được tiếng Anh, tiếng Trung, tiếng Pháp và tiếng Hàn.

## Tiểu sử
Thái Văn Tịnh sinh ra ở thành phố Nghi Xương, tỉnh Hồ Bắc, Trung Quốc, sau khi học xong trung học cơ sở tại trường trung học số 7 thành phố, năm 2005 cô được nhận vào lớp nhạc của trường trung học nghệ thuật Tam Hiệp. Năm 2008, cô trúng tuyển vào khoa Diễn xuất của Học viện Điện ảnh Bắc Kinh với vị trí thứ sáu cả nước.
Năm 2009, Thái Văn Tịnh đóng vai nữ chính trong MV của bài hát chủ đề "Nở rộ" tại Liên hoan phim Bách Hoa và Kim Kê lần thứ 18, từ đó bước chân vào làng giải trí.

## Sự nghiệp
Vào tháng 6 năm 2010, phát hành đĩa đơn đầu tiên "Tình yêu World Cup"; ngày 8 tháng 9, phát hành đĩa đơn "Anh tựa như cơn gió".
Vào ngày 28 tháng 2 năm 2011, bộ phim chiến tranh chống Nhật "Kháng Nhật kỳ hiệp" mà Thái Văn Tịnh tham gia được công chiếu.
Vào ngày 15 tháng 6 năm 2012, cô tham gia bộ phim ngắn "Dị văn lục - Khuy" được phát sóng trên Youku. Tháng 8, Thái Văn Tịnh đóng vai chính trong bộ phim chiếu mạng "Bốn tiết tấu Hiphop 5". Vào ngày 25 tháng 12, bộ phim truyền hình gia đình "Tình yêu và duyên phận" mà cô tham gia đã được công chiếu.
Vào ngày 4 tháng 4 năm 2013, bộ phim ngắn tình cảm "Ba ca khúc Hiphop – Áo cưới" do Thái Văn Tịnh đóng vai chính được công chiếu. Ngày 24 tháng 9, cô đóng vai chính phim ngắn tình yêu giả tưởng "Em là ngôi sao của anh".
Năm 2014, Thái Văn Tịnh đóng vai chính trong bộ phim ngắn "Ất phương giáp phương 2"; vào tháng 8, bộ phim thanh xuân "Năm tháng vội vã" mà cô tham gia được công chiếu trên Sohu.
Vào ngày 4 tháng 1 năm 2015, bộ phim truyền hình chiến tranh chống Nhật "Đông giang anh hùng Lưu Hắc Tử" được phát sóng. Vào tháng 3, bộ phim võ thuật "Thiết Kiều Tam vô địch" với sự tham gia của Thái Văn Tịnh được phát sóng. Ngày 21 tháng 6, bộ phim truyền hình võ thuật "Anh hùng không rơi lệ" hợp tác với huyền thoại võ thuật Triệu Văn Trác được phát sóng. Ngày 17 tháng 7, bộ phim tình cảm đô thị "Cố lên! Thực tập sinh" được phát sóng trên truyền hình vệ tinh Giang Tô.
Vào tháng 7 năm 2016, bộ phim truyền hình tình "Gửi thanh xuân" mà cô tham gia được phát sóng. Tháng 9, Thái Văn Tịnh đóng vai chính trong bộ phim "Họa giag hồ: Bất lương nhân", đồng thời giúp cô giành được giải thưởng "Nữ diễn viên phim chiếu mạng được yêu thích nhất" tại Liên hoan phim Kim Cốt Đóa lần thứ 2.
Vào tháng 2 năm 2017, bộ phim tình cảm đô thị "Vân điên chi thượng" mà Thái Văn Tịnh tham gia được công chiếu trên IQIYI. Ngày 25 tháng 5, bộ phim "Bạn trai của bạn gái tôi" do cô đóng vai chính được phát sóng độc quyền trên Tencent Video. Ngày 23 tháng 7, cô đóng vai chính trong bộ phim truyền hình "Tiệm đồ cổ Trung Cục". Ngày 13 tháng 12, bộ phim truyền hình tình cảm đô thị "Bảy cái tôi" do cô đóng vai chính đã được công chiếu trên Tencent Video, đồng thời thể hiện ca khúc "I'm chasing you" cho bộ phim và cũng từ bộ phim cô ấy cũng đã giành được giải thưởng "Nữ diễn viên phim truyền hình tiềm năng" tại Lễ trao giải Tencent Tinh Quang đại thưởng. Cùng năm, cô tham gia vào bộ phim truyền hình "Thoát hiểm". 
Vào tháng 4 năm 2018, cô đóng vai chính trong bộ phim truyền hình "Yêu đúng lúc, gặp đúng người".
Ngày 26 tháng 12 năm 2020, bộ phim tình cảm "Dưới ánh mặt trời" do cô cùng với Lưu Khải đóng vai chính được phát sóng.
Vào ngày 9 tháng 1 năm 2021, phát hành đĩa đơn "Đỏ đen". Vào ngày 16 tháng 1, bộ phim “Khẩn cấp công quan" hợp tác với Huỳnh Hiểu Minh đã được phát sóng trên CCTV. Ngày 21 tháng 1, bộ phim cổ trang "Anh hùng Lư Tiểu Ngư" do cô đóng vai chính được phát sóng. Ngày 29 tháng 1, bộ phim cổ trang huyền huyễn "Linh Lung" màThái Văn Tịnh tham gia được phát sóng. Ngày 11 tháng 3, hợp tác cùng với Bành Quán Anh đóng vai chính trong bộ phim tình cảm đô thị "Không hẹn mà đến". Ngày 9 tháng 4, bộ phim điện ảnh "Siêu cấp ta đây" do cô đóng vai chính được phát hành. Ngày 8 tháng 9, bộ phim truyền hình "Hào quang" do cô cùng Trương Tân Thành đóng vai chính được phát sóng trên kênh Hồ Nam TV. Ngày 5 tháng 10, bộ phim truyền hình "Sống thật tốt" do cô cùng với Lâm Vũ Thân đóng vai chính được phát sóng trên kênh Hồ Nam TV.

## Danh sách phim

### Phim truyền hình
| Năm  | Tựa đề                                                                              | Tựa đề tiếng Trung            | Vai diễn          | Bạn diễn         | Ghi chú                    |
| ---- | ----------------------------------------------------------------------------------- | ----------------------------- | ----------------- | ---------------- | -------------------------- |
| 2011 | Kháng Nhật kỳ hiệp                                                                  | 抗日奇侠                      | Khổng Ngọc Nhi    |                  | Vai phụ                    |
| 2011 | Tình yêu và duyên phận                                                              | 情与缘                        | Trương Hiểu Bình  |                  | Vai phụ                    |
| 2013 | Tôi muốn làm tiếp viên hàng không                                                   | 我要当空姐                    | Trịnh Văn Văn     |                  | Vai phụ                    |
| 2014 | Hỏa tuyến anh hùng                                                                  | 火线英雄                      | Điền Điềm         |                  | Vai phụ                    |
| 2014 | Đông giang anh hùng Lưu Hắc Tử                                                      | 东江英雄刘黑仔                | Lưu Gia Muội      |                  | Vai phụ                    |
| 2014 | Thiết Kiều Tam vô địch                                                              | 无敌铁桥三                    | An Thanh Loan     | Thích Tiểu Long  | Vai chính                  |
| 2014 | Năm tháng vội vã                                                                    | 匆匆那年                      | Lâm Gia Mạt       |                  | Vai chính                  |
| 2015 | Anh hùng không rơi lệ                                                               | 英雄不流泪                    | Trình Tiểu Nghiên | Triệu Văn Trác   | Vai chính                  |
| 2015 | Cố lên! Thực tập sinh                                                               | 加油吧实习生                  | Châu Cách Cách    |                  | Vai thứ chính              |
| 2016 | Anh có thích nước Mỹ không/ Gửi thanh xuân/ Gửi thời thanh xuân đã qua của chúng ta | 致青春 / 致我们终将逝去的青春 | Nguyễn Hoàn       |                  | Vai thứ chính              |
| 2016 | Diệt tội sư                                                                         | 灭罪师                        | Vương An Kỳ       | Dương Kỳ Minh    | Vai chính                  |
| 2016 | Họa giang hồ: Bất lương nhân                                                        | 画江湖之不良人                | Cơ Như Tuyết      |                  | Vai chính                  |
| 2017 | Vân điên chi thượng                                                                 | 云巅之上                      | Tả Tả             |                  | Vai chính                  |
| 2017 | Bạn trai của bạn gái tôi                                                            | 我女朋友的男朋友              | Hạ Oa (Eva)       | Bạch Chú         | Vai chính                  |
| 2017 | Bảy cái tôi                                                                         | 柒个我                        | Bạch Hân Hân      | Trương Nhất Sơn  | Vai chính                  |
| 2018 | Thoát hiểm                                                                          | 脱身                          | Phí Lệ Na         |                  | Vai thứ chính              |
| 2018 | Tiệm đồ cổ Trung Cục                                                                | 古董局中局                    | Hoàng Yên Yên     |                  | Vai chính                  |
| 2020 | Dưới ánh mặt trời / Vật trong tay                                                   | 阳光之下                      | Kha Huỳnh         | Lưu Khải         | Vai chính                  |
| 2020 | Kỳ bào mỹ thám                                                                      | 旗袍美探                      | Tiểu Quất Tử      |                  | Cameo                      |
| 2021 | Khẩn cấp công quan / Nguy cơ tiên sinh                                              | 紧急公关 / 危机先生           | Hứa Văn Văn       | Huỳnh Hiểu Minh  | Vai chính                  |
| 2021 | Anh hùng Lư Tiểu Ngư                                                                | 大侠卢小鱼之夕阳红战队        | Họa Mi            |                  | Vai chính                  |
| 2021 | Linh Lung                                                                           | 玲珑                          | Ngân Trang        |                  | Vai chính                  |
| 2021 | Hào quang                                                                           | 光芒                          | Ngô Lệ Tư         | Trương Tân Thành | Vai chính                  |
| 2021 | Sống thật tốt/ Tổng tài tỏ tình cùng tôi                                            | 好好生活                      | Ngô Ưu            | Lâm Vũ Thân      | Vai chính                  |
| TBA  | Yêu đúng lúc, gặp đúng người                                                        | 对的时间，对的人              | Diêu Viễn         | Hùng Tử Kỳ       | Vai chính                  |
| TBA  | Ngõ nhỏ                                                                             | 胡同                          | Hiểu Mẫn          |                  | Vai chính (thế hệ thứ hai) |
| TBA  | Không hẹn mà đến                                                                    | 不期而至                      | Nguyễn Chân Chân  | Bành Quán Anh    | Vai chính                  |
|      | Ranh Giới                                                                           |                               | Diệp Tâm          | Thành Nghị       | Vai chính                  |

### Phim điện ảnh
| Năm  | Tựa đề                        | Tựa đề tiếng Trung | Vai diễn    | Ghi chú   |
| ---- | ----------------------------- | ------------------ | ----------- | --------- |
| 2016 | Dị văn lục: Tróc yêu huynh đệ | 异闻录之捉妖兄弟   | Tiên nữ     | Vai chính |
| 2021 | Siêu cấp ta đây               | 超级的我           | Trương Xung | Vai chính |
| TBA  | Quang thiên hóa nhật          | 光天化日           | Đào Tử      | Vai chính |

### Phim ngắn
| Năm  | Tựa đề                      | Tựa đề tiếng Trung | Vai diễn                              | Ghi chú   |
| ---- | --------------------------- | ------------------ | ------------------------------------- | --------- |
| 2012 | Dị văn lục - Khuy           | 异闻录之窥         | Tịnh Tịnh                             | Vai chính |
| 2013 | Ba ca khúc Hiphop – Áo cưới | 嘻哈三部曲之婚纱照 | Tiểu Điệp                             | Vai chính |
| 2013 | Bốn tiết tấu Hiphop 5       | 嘻哈四重奏第五季   | Tiểu Mạc                              | Vai chính |
| 2013 | Em là ngôi sao của anh      | 摘星的你           | Diệp Tử                               | Vai chính |
| 2014 | Đảo quá lai khán            | 倒过来看           | Vương bà / Lâm Đại Ngọc / Hoa Mộc Lan | Vai chính |
| 2014 | Ất phương giáp phương 2     | 乙方甲方第二季     | Trình Trình                           | Vai chính |
| 2015 | Tửu quán truyền kỳ          | 传奇酒馆           | Nữ nhà văn                            | Cameo     |

## Âm nhạc

### Đĩa đơn
| #   | Thời gian phát hành | Tựa đề                            | Tựa đề tiếng Trung | Thông tin                                                                 |
| --- | ------------------- | --------------------------------- | ------------------ | ------------------------------------------------------------------------- |
| 1st | 22-06-2010          | Tình yêu World Cup                | 恋爱世界杯         | - Lời: Thái Văn Tịnh - Nhạc: Tiền Lộ - Ngôn ngữ: Quan thoại               |
| 2nd | 31-08-2010          | Anh tựa như cơn gió               | 你就像一阵风       | - Nhạc và lời: Lý Hân - Ngôn ngữ: Quan thoại                              |
| 3rd | 03-01-2020          | Đó là tôi                         | 是我啊             | - Nhạc và lời: Triệu Đăng Khải - Ngôn ngữ: Quan thoại                     |
| 4th | 23-04-2020          | After (English ver.)              |                    | - Nhạc và lời: Christina O'Connor / HAOO - Ngôn ngữ: Tiếng Anh            |
| 4th | 23-04-2020          | After (Chinese ver.)              |                    | - Lời: Đổng Nhạc - Nhạc: Christina O'Connor / HAOO - Ngôn ngữ: Quan thoại |
| 5th | 09-01-2021          | Đỏ đen                            | 红黑               | - Nhạc và lời: Tiểu Tinh Tinh Aurora - Ngôn ngữ: Quan thoại               |
| 6th | 03-03-2021          | Tôi không phải của bạn hay của ai | 我不是你谁的谁     | - Nhạc và lời: Vu Điềm - Ngôn ngữ: Quan thoại                             |

### Ca khúc khác
| Thời gian phát hành | Tựa đề                                           | Tựa đề tiếng Trung     | Ghi chú                                                            |
| ------------------- | ------------------------------------------------ | ---------------------- | ------------------------------------------------------------------ |
| 04-08-2017          | Số mệnh                                          | 命中注定               | Nhạc phim "Bạn trai của bạn gái tôi"                               |
| 21-12-2017          | I’m chasing you                                  |                        | Nhạc phim "Bảy cái tôi"                                            |
| 19-01-2018          | Tâm ma                                           | 心鬼                   | Nhạc phim "Bảy cái tôi", song ca với Khổng Lệnh Kỳ                 |
| 04-02-2020          | Chúng ta nhất định thắng lợi                     | 我们一定会胜利         | Ca khúc từ thiện; cùng các sao như Huỳnh Hiểu Minh, Truơng Bác,... |
| 31-12-2020          | Tương lai không có anh, chỉ có thể gọi là về sau | 没有你的未来只能叫以后 | Nhạc phim "Dưới ánh mặt trời"                                      |
| 08-02-2021          | Tâm Trạc                                         | 心镯                   | Nhạc phim "Linh Lung"                                              |

## Chương trình tạp kỹ
| Năm  | Kênh        | Tựa đề                   | Tựa đề tiếng trung | Ghi chú                                               |
| ---- | ----------- | ------------------------ | ------------------ | ----------------------------------------------------- |
| 2015 | Bắc Kinh TV | Ca sĩ là ai?             | 歌手是谁           | khách mời, hát ca khúc "Mộng bất lạc"                 |
| 2016 | IQIYI       | Vương bài đối vương bài  | 大牌对王牌         | Khách mời chương trình                                |
| 2016 | Dragon TV   | Super Show               |                    | Cùng đoàn diễn viên phim "Anh có thích nước Mỹ không" |
| 2018 | Douyu TV    | Hẹn họ với tiểu ngư tinh | 小鱼星约会         | Khách mời chương trình                                |
| 2021 | Hồ Nam TV   | Happy Camp               | 快乐大本营         | Khách mời chương trình                                |

## Giải thưởng
| Năm  | Lễ trao giải                                        | Giải thưởng                                              | Tác phẩm                     | Kết quả   | Tham khảo |
| ---- | --------------------------------------------------- | -------------------------------------------------------- | ---------------------------- | --------- | --------- |
| 2017 | Liên hoan phim và truyền hình Kim Cốt Đoá lần thứ 2 | Nữ diễn viên phim chiếu mạng được yêu thích nhất của năm | Hoạ giang hồ: Bất lương nhân | Đoạt giải | [ 31 ]    |
| 2017 | Tencent Tinh Quang Đại Thưởng                       | Nữ diễn viên phim truyền hình tiềm năng                  | Bảy cái tôi                  | Đoạt giải | [ 32 ]    |